# Landsbygdens bildnings- och kulturförbund

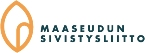

Landsbygdens bildnings- och kulturförbund (finska: Maaseudun sivistysliitto) i Helsingfors är en organisation för vuxenutbildning och kultur på landsbygden som grundades 1952. 
Förbundets bildnings- och kulturverksamhet omfattar bland annat studiecirklar och kurser, konserter, konstutställningar, skrivtävlingar och allmogekulturdagar. Det strävar dessutom efter att aktivera landsbygdens befolkning genom olika byprojekt. Sedan 1968 upprätthåller förbundet en studiecentral som numera också erbjuder yrkesutbildning och möjlighet till distansstudier på webben. År 1999 grundade förbundet bokförlaget Maahenki Oy, som ger ut bland annat konst- och naturböcker. Centern i Finland och flera organisationer som står partiet nära, bland annat Centralförbundet för lant- och skogsbruksproducenter (MTK), är anslutna till Landsbygdens bildnings- och kulturförbund.